# Копейкин, Кирилл Владимирович
Кири́лл Влади́мирович Копе́йкин (7 июня 1959, Ленинград — 9 апреля 2025, Санкт-Петербург) — российский религиозный деятель, физик и богослов. Священнослужитель Русской православной церкви, протоиерей. Автор многочисленных научных и просветительских статей, посвящённых проблематике научного знания в свете философии и теологии. Кандидат физико-математических наук, кандидат богословия.
Директор Научно-богословского центра междисциплинарных исследований СПбГУ, доцент кафедры богословия и проректор по лицензированию и аккредитации Санкт-Петербургской духовной академии, член Комиссии по вопросам богословия Межсоборного присутствия РПЦ, член Комиссии по вопросам духовного образования и религиозного просвещения Межсоборного присутствия РПЦ, настоятель храмов святых апостолов Петра и Павла и святой мученицы Татьяны при СПбГУ.

## Биография

### Научная деятельность
В 1976 году окончил физико-математическую школу № 239. В 1982 году окончил физический факультет ЛГУ имени А. А. Жданова по специальности «физика» (кафедра теории ядра и элементарных частиц). Учился на одном курсе с физиком А. С. Чирцовым.
В 1985—1990 годах — инженер, затем — инженер-конструктор I категории ОКБ «Интеграл» ЛГУ имени А. А. Жданова/СПбГУ.
В 1985 году окончил аспирантуру ЛГУ имени А. А. Жданова и там же защитил диссертацию на соискание учёной степени кандидата физико-математических наук на тему «Неизотермические эффекты в кинетике нуклеации» (специальность 01.04.02 — теоретическая физика).
В 1993 году окончил Санкт-Петербургскую православную духовную семинарию, а в 1997 году Санкт-Петербургскую православную духовную академию.
В 1996 году группа универсантов обратилась к иерею Кириллу (тогда студенту Духовной академии) с просьбой стать священником университетской общины. Так началось его послушание настоятелем храмов Святых Апостолов Петра и Павла и Святой Мученицы Татьяны при СПбГУ.
С 1997 года до конца жизни работал преподавателем в Санкт-Петербургской православной духовной академии. С 2005 года — доцент кафедры богословия. Также в 1999—2013 годах — секретарь Учёного совета Санкт-Петербургской православной духовной академии, а в 2016—2017 годах — проректор по лицензированию и аккредитации.
С 2010 года — директор Научно-богословского центра междисциплинарных исследований СПбГУ.
Член редакционных коллегий журналов «Вестник Санкт-Петербургского государственного университета. Серия 15» и «Метафизика».

### Религиозная деятельность
3 марта 1993 года рукоположен в сан диакона митрополитом Санкт-Петербургским и Ладожским Иоанном (Снычёвым). Служил штатным диаконом, затем — штатным священником Чесменской церкви св. Иоанна Предтечи.
6 июня 1993 года рукоположен в сан пресвитера митрополитом Санкт-Петербургским и Ладожским Иоанном (Снычёвым). В 1993—2004 годах — настоятель часовни Рождества Пресвятой Богородицы в НИИАиГ им. Д. О. Отта. В 1993—1999 годы — штатный священник храма Богоявления на Гутуевском острове.
С 1996 года — настоятель храмов святых апостолов Петра и Павла и святой мученицы Татьяны при Санкт-Петербургском государственном университете.
9 октября 2001 года возведён в сан протоиерея митрополитом Санкт-Петербургским и Ладожским Владимиром (Котляровым).
Скоропостижно скончался 9 апреля 2025 года в Санкт-Петербурге на 66-м году жизни. Соболезнования в связи с кончиной выразили: митрополит Петрозаводский и Карельский Константин (Горянов), архиепископ Пятигорский и Черкасский Феофилакт (Курьянов), председатель Учебного комитета РПЦ протоиерей Максим Козлов, и. о. ректора Николо-Угрешской духовной семинарии иеромонах Лука (Пронских), ректор Вологодской духовной семинарии протоирей Алексий Ольховников, епископ Тихвинский и Лодейнопольский Мстислав (Дячина), мэр Санкт-Петербурга Александр Беглов, ректор Санкт-Петербургского государственного университета Н. М. Кропачёв.

## Научные труды

### Монографии
- Что есть реальность? Размышляя над произведениями Эрвина Шрёдингера. — СПб.: Изд-во СПбГУ, 2014. — 138 с.

### Статьи
- Вера и знание: век ХIХ и век ХХ // Возрождение русской религиозно-философской мысли: Материалы международной конференции. — СПб.: Глаголъ, 1993. — С. 32—33.
- Проблемы современной педагогики в свете особенностей восточного и западного менталитета // Традиции образования в Карелии: Материал респ. науч.-практ. конф., посвящ. 165-летию Олонецкой духовной семинарии. — Петрозаводск: Комиздат РК, 1995. — С. 112—115.
- Квантовый лик мира // Христианское чтение. — 1995. — № 10. — С. 41—58.
- The Quantum Icon of Nature // Studies in Science and Theology. 1996. — vol. 4. — P. 104—111.
- Поэзия любомудрия // Структура философского знания и его эволюция в течение XX века в России: Всероссийская конференция в рамках исследовательского проекта Санкт-Петербургского государственного университета «Россия и мир. Век ХХ». 24-25 октября 1996 г. — СПб., 1996. — С. 83—86.
- Во свете Твоем узрим Свет … // Христианство и наука: Сборник докладов конференции. Рождественские чтения, 28 января 1999 г. — М., 1999. — С. 3—35.
- «Очеловечение» физики на рубеже третьего тысячелетия // Образование и наука. Третье тысячелетие: Международная конференция, посвящённая 275-летию Санкт-Петербургского государственного университета. 23-25 февраля 1999 г. — СПб.: Изд-во СПб. ун-та, 1999. — С. 33—34.
- Христианские аспекты гуманитаризации науки // Благотворительность в социальной политике России: история и современность / Ред. В. Д. Виноградов. — СПб..: Изд-во С.-Петерб. ун-та, 2000. — С. 124—148.
- Может ли «объект(ив)ная» наука стать «экзистенциальной» // Христианство и наука: Сборник докладов конференции. Рождественские чтения. — М., 2001. — С. 64—110.
- Твореньми помышляема (Рим. 1, 20). Попытка христианского осмысления естествознания на исходе второго тысячелетия // Христианство и культура: Сборник научных трудов. Вып. 1. — СПб.: СПбГИЭУ, 2001. — С. 35—60.
- Богословие и наука в III тысячелетии // Философские и духовные проблемы науки и общества: Междисциплинарный гуманитарный семинар 23 ноября 2001 г. — СПб.: Изд-во СПб. ун-та, 2001. — С. 16—34.
- Книга природы в восточно- и западнохристианской традиции // Два града. Диалог науки и религии: Восточно- и Западноевропейская традиции / Сост. и ред. В. Н. Катасонов. — Калуга: Издательство Н. Бочкарёвой, 2002. — С. 208—227 (432 с.).
- Христианские корни и эсхатологические перспективы современной науки // Наука — философия — религия: в поисках общего знаменателя / Отв. ред. П. П. Гайденко, В. Н. Катасонов. — М.: ИФ РАН, 2003. — С. 25—51.
- Космос и олам: структура Вселенной и энергия Логоса // Замысел Бога в теориях космологии / Отв. ред. А. Н. Павленко. — М.—СПб.: Изд-во СПб. ун-та, 2004. — С. 23—51.
- Протоиерей Герасим Павский (1787—1863): жизнь и труды. Актовая речь, произнесённая 10 октября 2004 года // Христианское чтение. — 2004. — № 24. — С. 67—93.
- Богословие и естествознание в антропологической перспективе // Наука и богословие: антропологическая перспектива / Ред. В. Н. Порус. — М.: Библейско-богословский институт святого апостола Андрея, 2004. — С. 137—177. — (Богословие и наука).
- Христианство и экология // Экология и духовность: Сборник научных докладов. — СПб.: РГО, 2004. — С. 30—35.
- Время: путь в вечность // Замысел Бога в теориях космологии. Выпуск 2. Время / Отв. ред. А. Н. Павленко. — М.—СПб.: Изд-во СПб. ун-та, 2005. — С. 109—157.
- Бог говорит с нами на родном языке … Беседа профессора кафедры истории русской литературы Санкт-Петербургского государственного университета П. Е. Бухаркина и руководителя научно-богословского центра междисциплинарных исследований «Слово», настоятеля храма свв. апп. Петра и Павла при Санкт-Петербургском государственном университете протоиерея Кирилла Копейкина // Беседы любителей русского слова: православной духовенство о языке: Материалы круглого стола (Санкт-Петербург, 24 октября 2005 г.). — СПб., 2006. — С. 11—24. (соавтор: Бухаркин П. А.)
- Протоиерей Герасим Павский (1787—1863) как родоначальник отечественной традиции «лингвистической теоантропологии» // Беседы любителей русского слова: православной духовенство о языке: Материалы круглого стола (Санкт-Петербург, 24 октября 2005 г.). — СПб., 2006. — С. 165—173.
- Время: путь в вечность // Христианское чтение. — 2006. — № 26. — С. 77—89.
- Человек. Слово. История // Христианское чтение. — 2007. — № 28. — С. 60—66.
- Музыка слова // Музыка во времени и пространстве: памяти Г. В. Свиридова. — Курск, 2007. — С. 30—36.
- μετα-φύσι’ка и μετα-ψυχή’ка // Метафизика. Век XXI. Альманах. Вып. 2: Сборник статей / Под ред. Ю. С. Владимирова. — М.: БИНОМ. Лаборатория знаний, 2007. — С. 107—141.
- Человек и мир: противостояние или синергия? // Ответственность религии и науки в современном мире / Ред. Г. Гутнер. — М.: Библейско-богословский институт святого апостола Андрея, 2007. — С. 75—114. — (Богословие и наука).
- «Души» атомов и «атомы» души: Вольфганг Эрнст Паули, Карл Густав Юнг и «три великих проблемы физики» // Успехи физических наук.
- Материя и таинства // Христианское чтение. — 2008. — № 29. — С. 38—57.
- Структуры религиозного опыта, архетипы и квантовая реальность // Вестник психоанализа. — 2008. — № 1. — С. 286—301.
- Материя и таинства // Православное учение о церковных таинствах. Материалы V международной богословской конференции Русской Православной Церкви (Москва, 13 — 16 ноября 2007 г.) Том II. Евхаристия: богословие. Священство / Научн. ред. свящ. Михаил Желтов. — М.: Синодальная библейско-богословская комиссия, 2009. — С. 277—292.
- «Harmonia mundi» на рубеже III тысячелетия // Христианство и наука / Сборник докладов конференции. Рождественские чтения. — М.: РУДН, 2009. — С. 9—47.
- Бездна бездну призывает (Пс. 41, 8). Наука и религия на рубеже III тысячелетия // Храм духа в храме науки: Материалы юбилейной конференции, посвящённой 170-летию университетского храма святых апостолов Петра и Павла / Сост. и отв.ред. прот. Кирилл Копейкин. — СПб.: Изд-во С.-Петерб. ун-та, 2009. — С. 226—348.
- История университетской Петропавловской церкви // Храм духа в храме науки: Материалы юбилейной конференции, посвящённой 170-летию университетского храма святых апостолов Петра и Павла / Сост. и отв.ред. прот. Кирилл Копейкин. — СПб.: Изд-во С.-Петерб. ун-та, 2009. — С. 16—56. (соавтор: Юферева Н. Э.)
- Theologia naturalis на рубеже III тысячелетия // Квантовая теория и космология: Сборник статей, посвященный 70-летию профессора А. А. Гриба / Под ред. В. Ю. Дорофеева и Ю. В. Павлова. — СПб., 2009. — С. 89—102.
- В поисках новой эпистемологической парадигмы: σύμβολ’изм φυσι’ческого и ψυχή’ческого // Научные и богословские эпистемологические парадигмы: историческая динамика и универсальные основания / Под ред. В. Н. Поруса. — М.: Библейско-богословский институт святого апостола Андрея, 2009. — С. 129—175. — (Богословие и наука).
- Бездны души и бездны мироздания // Вопросы философии. — 2009. — № 7. — С. 107—114.
- Богословие творения и проблема интерпретации теоретической физики // Страницы: богословие, культура, образование. — 2010. — T. 14. — № 4. — С. 603—623.
- Наука и религия на рубеже III тысячелетия: противостояние или синергия // Журнал Московской патриархии. — 2010. — № 4. — С. 72—80.
- Открылась бездна … Наука и религия на рубеже III тысячелетия // Метафизика. Век XXI. Альманах. Вып. 3: Сборник статей / Под ред. Ю. С. Владимирова. — М.: БИНОМ. Лаборатория знаний, 2010. — С. 282—310.
- Harmoniа mundi: в поисках соГлас-и-Я макро- и микро-космос’а // Вестник Санкт-Петербургского университета. Серия 15: Искусствоведение, 2011. — Т. 1. — С. 88—109.
- Дорога, ведущая в университетский храм свв. апостолов Петра и Павла // Знаменитые универсанты в духовном мире России. — СПб.: Изд-во СПб. ун-та, 2011. — С. 56—76.
- Церковные и народные традиции почитания св. апостола Андрея в России // Андрей Первозванный — апостол для Запада и Востока. — М., 2011. — С. 157—174.
- Богословие и естествознание в современном образовательном пространстве // Формирование современного информационного общества — проблемы, перспективы, инновационные подходы. — СПб.: ГУАП, 2012. — С. 288—293.
- Юнг и Паули: соприкосновение судеб и творчества // Международная конференция Известные и неизвестные открытия XX века. — СПб.: Издательство СПбГУ, 2013. — С. 51—54.
- Демографический переход: на пороге новой парадигмы развития // Развитие и экономика. — 2013. — № 8. — С. 190—201.
- Наука и лженаука: методологические предпосылки и псевдорелигиозные спекуляции // Лженаука в современном мире: Медиасфера, высшее образование, школа: Сборник материалов Международной научно-практической конференции, посвящённой памяти академика Э. П. Круглякова, проходившей в Санкт-Петербургском государственном университет 21-22 июня 2013 г. — СПб., 2013. — С. 99—101.
- Богословие творения и проблема интерпретации теоретической физики // Богословие творения / Ред. А. Бодров и М. Толстолуженко. — М.: Издательство ББИ, 2013. — С. 155—178. — (Богословие и наука).
- Власть, наука и теология // Истина и диалог: Сборник материалов XIII Свято-Троицких ежегодных международных академических чтений в Санкт-Петербурге. 28 мая — 1 июня 2013 г. — СПб.: Издательство РХГА, 2013. — С. 142—143.
- Наука и теология: современный российский контекст // Вестник Санкт-Петербургского университета. Сер. 15. — 2013. — Вып. 2. — С. 266—289.
- Что богословие может дать науке сегодня? // Научное и религиозное познание мира: единство и отличия. — М.: Научный эксперт, 2014. — С. 17—28.
- О чём молчит Вселенная. Свет, материя и энергия глазами учёных от Платона до наших дней // Журнал Московской Патриархии. — 2014. — № 3. — С. 74—81.
- Замечания к истории взаимоотношений науки и богословия в России // Вера и знание: взгляд с Востока / Под ред. Терезы Оболевич. — М.: Издательство ББИ, 2014. — С. 82—102. — (Богословие и наука).
- Мышь Эйнштейна, кот Шрёдингера и друг Вигнера: открытие «внутренней» реальности // Метафизика. — 2015. — № 1 (15). — С. 92—103.
- Знал ли Моисей математическую физику? Может ли обращение к библейскому Шестодневу помочь разрешению «трудной проблемы» сознания и преодолению разрыва естественнонаучного и гуманитарного знания? // Studia Petropolitana Biblica I. — СПб.: Контраст, 2015. — C. 426—460.
- «Свет разума» и теологический контекст конвергентных технологий // Третий международный историко-научный симпозиум по оптике. История оптики и природа явлений света, 27-30 октября 2015 года. — СПб., 2015. — С. 90-92.
- По следам Юнга и Паули в поисках соприкосновения физического и психического миров // Известные и неизвестные открытия XX века. — СПб.: Изд-во СПбГУ, 2016. — С. 85-97.
- Peter Chaadaev and Modern Projects for Consciousness Studies // Peter Chaadaev: Between the Love of Fatherland and the Love of Truth. — Krakow, Poland, 2016. P. 32.
- Теологический дискурс исследования сознания // Научные труды кафедры богословия. Выпуск 1: 2015-16 учебный год. — СПб.: Изд-во СПбДА, 2016. — С. 45-72.
- Нужен диалог // Троицкий вариант. 2016. — № 197. — С. 11-12.
- Проблема реализма в современной квантовой механике / Материалы дискуссии. Философия науки и техники. 2016. — Т. 21. — № 2. — С. 34-64.
- What do you need to answer the questions: What is consciousness? What is the place of man in the Universe? Are we alone in the Universe? // Physics, Engineering and Technologies for Biomedicine. The 2nd International Symposium. October 10-14 2017. Moscow, MEPhI, 2017. — P. 47-48.
- The Orthodox Tradition and personal view on the Universe // Modern Science and the Orthodox Tradition. An Uneasy Relationship? Athens, 2017. — Р. 15.
- Теология и наука XXI века // Труды кафедры богословия Санкт-Петербургской духовной академии. 2018. № 1 (2). — С.106-120.
- Философско-религиозные проблемы биотехнологического улучшения человека: поиск адекватного языка // Вестник Русской христианской гуманитарной академии. 2018. Том 19. Выпуск 4. — С. 203—210. (соавтор: Резник О. Н.)
- Science and theology: the prospects for a fruitful mutually beneficial cooperation // The Science and Orthodox Christianity Relationship: Past-Present-Future. 3RDInternational Conference. 29 November — 01 December 2018. Athens, National Hellenic Research foundation, 2018. — P. 17-18.
- Как возможна математическая физика? // Метафизика. 2018. № 2 (28). — С. 46-51.
- Осмысление проблемы сознания как современное развитие идей митрополита Никодима (Ротова) // НЕвский БОгослов. 2018. № 2 (23). — C. 54-64.

## Награды

### Богослужебные награды
- Камилавка (1994)
- Наперсный крест (1999)
- Сан Протоиерея (2001)
- Палица (2006)
- Крест с украшениями (2009)

### Церковные и светские награды
- Юбилейная медаль «В память 1000-летия преставления равноапостольного великого князя Владимира» (2015)
- Медаль святителя Кирилла Туровского (2010)
- Грамота в честь 200-летия СПбДА (2009)
- Серебряная медаль святого первоверховного апостола Петра (2006)
- Орден преподобного Сергия Радонежского III степени (2006)
- Медаль «В память 300-летия Санкт-Петербурга» (2003)
- Патриаршая грамота (2003)